# De Vries
De Vries is een van oorsprong Nederlandse familienaam. De naam duidt op een Friese afkomst of iemand met Friese wortels. Vaak wordt gedacht dat het de meest voorkomende achternaam van Nederland is, maar dat is onjuist. De Jong en Jansen hebben meer naamdragers.

## Aantallen naamdragers

### Nederland
In 2007 waren er in Nederland 71.099 naamdragers, wat neerkomt op 0,435% van de totale bevolking. De grootste concentratie naamdragers woont in Kollumerland en Nieuwkruisland. Daar had namelijk 3,62% deze achternaam.

### België
In België komt de naam minder voor, in 2008 namelijk 1.209 keer. De grootste concentratie Belgische naamdragers woont in Heist-op-den-Berg, met 0,219%.

## Nederlandse personen
- Abe de Vries (1907-1995), schaatser
- Adriaen de Vries (1546-1626), beeldhouwer
- Agnes de Vries-Bruins (1874-1957), arts en politica (SDAP)
- Ale Geert de Vries (1980), voetballer
- Ali de Vries (1914-2007), hardloopster
- Alma de Vries (1953), programmamaker
- Anke de Vries (1936), kinderboekenschrijfster
- Anne de Vries (1904-1964), schrijver
- Annette de Vries (1954), schrijfster
- Auke de Vries (1937), beeldhouwer
- Aukje de Vries (1964), politica
- Arend de Vries (1882-1959), onderwijzer en omroepvoorzitter (VARA)
- Bart de Vries (1964), acteur
- Beppie de Vries (1893-1965), operazangeres en actrice
- Berden de Vries (1989), langebaanschaatser
- Bert de Vries (1938), politicus (CDA)
- Bibi de Vries (1963), politica (VVD)
- Bob de Vries (1984), langebaanschaatser
- Chris de Vries, voetballer
- Chrisje de Vries (1988), golfspeelster
- Cor de Vries (1926-2010), burgemeester
- David Pietersz. de Vries (1593-1655), zeeman
- Dolf de Vries (1937), acteur
- Dorien de Vries (1965), windsurfster
- Douwe de Vries (1982), langebaanschaatser
- Dorus de Vries (1980), voetballer
- Edwin de Vries (1950), acteur
- Elma de Vries (1983), langebaanschaatsster
- Erik de Vries (1912-2004), televisiepionier
- Erik de Vries (1963), acteur
- Esther de Vries, (1970), triatlete
- Fabienne de Vries (1974), presentatrice
- Floris de Vries (1989), golfspeler
- Frank de Vries (1965), politicus (PvdA)
- Frans de Vries (1884-1958), eerste voorzitter van de Sociaal-Economische Raad
- Fries de Vries (1931-2008), politicus en dichter
- Gerard de Vries (1933-2015), zanger en diskjockey
- Gerard de Vries (1948), wetenschapsfilosoof
- Gerrit de Vries (1967), wielrenner
- Gerrit de Vries (1866-1945), burgemeester
- Gerrit de Vries Azn (1818-1900), liberaal politicus
- Gerrit Jacob de Vries (1905-1990), classicus
- Gijs de Vries (1956), politicus (VVD)
- Gustav de Vries (1866-1934), wiskundige
- Guus de Vries (1982), voetballer
- Han de Vries (1941), hoboïst
- Harry de Vries (1956), politicus (CDA)
- Hein de Vries (1909-1987), Nederlands-Surinaams politicus en ondernemer
- Hendrik de Vries (1896-1989), dichter en schilder
- Hendrik de Vries (1857-1929), organist
- Herman de Vries (1895-1965), architect
- Herman de Vries (1931), beeldend kunstenaar
- Hessel de Vries (1916 - 1959), natuurkundige
- Hidde Sjoerds de Vries (1645-1694), zeevaarder
- Hugo de Vries (1848-1935), bioloog
- Hymke de Vries (1962), actrice
- Ina de Vries-van der Lichte (1922-1991), schrijfster
- Jaap de Vries (1961-2010), illustrator en schrijver
- Jack de Vries (1968), politicus (CDA)
- Jan de Vries (1890-1964), germanist en volkskundige
- Jan de Vries (1896-1939), atleet
- Jan de Vries (1911-1964), pater
- Jan de Vries (1925-2012), burgemeester
- Jan de Vries (1943), Nederlands-Amerikaans historicus
- Jan de Vries (1944), motorcoureur
- Jan de Vries (1965), politicus (CDA)
- Jan Murk de Vries (1919-2015), kunstenaar
- Jan Ekke de Vries (1973), dammer
- Jannes de Vries (1901-1986), kunstenaar
- Jannewietske de Vries (1961), ambtenaar, sportbestuurder en politica (PvdA)
- Jasper de Vries (1977), radio-dj
- Jelle de Vries (1922-1999), zanger, cabaretier en tekstschrijver
- Jeronimo de Vries (1838-1915), dominee-dichter
- Johan de Vries (bewindvoerder) (1607-1677), bewindvoerder
- Johan de Vries (glazenier) (1955), glazenier
- Johnny de Vries (1990), voetballer
- Joost de Vries (1983), journalist
- Jop de Vries (1962), acteur
- Jouke de Vries (1960), hoogleraar bestuurskunde
- Jurn de Vries (1940), journalist, theoloog en politicus (GPV en CU)
- Klaas de Vries (1943), politicus (PvdA)
- Klaas de Vries (1944), componist
- Kristi de Vries (1982), softbalspeelster
- Leonard de Vries (1919-2002), schrijver
- Lianne de Vries (1990), voetbalster
- Liliana de Vries (1988), actrice en fotomodel
- Linda de Vries (1988), langebaanschaatsster
- Loek de Vries (1951), topfunctionaris
- Louis de Vries (1871-1940), acteur
- Louis de Vries (1905-1935), trompettist
- Maarten Gerritsz. de Vries (1589-1646), ontdekkingsreiziger
- Marc de Vries (1958), natuurkundige
- Mark de Vries (doelman) (1987), voetballer
- M. de Vries Azn. (1871-1944), architect
- Martijn de Vries (1992), voetballer
- Matthias de Vries (1820-1892), taalkundige
- Maurits de Vries (1935-1986), crimineel
- Maurits de Vries (1885-1946), regisseur
- Miranda de Vries (1970), burgemeester
- Meta de Vries (1941-2011), diskjockey, schrijfster en jazz-zangeres
- Monique de Vries (1947), politica (VVD)
- Nico de Vries (1961), acteur
- Nyck de Vries (1995), autocoureur
- Nyk de Vries (1971), gitarist, schrijver en dichter (ook in het Fries)
- Peter Paul de Vries (1967), topfunctionaris
- Peter R. de Vries (1956-2021), misdaadverslaggever
- Piet de Vries (1897-1992), architect
- Piet de Vries (1939), voetballer
- Raimo de Vries (1969), voetballer
- Raymond de Vries (1953), atleet
- Raymond de Vries (1965-2020), voetballer
- Rein Edzard de Vries (1942), acteur
- Reinier de Vries (1874-1953), kunstenaar
- Remon de Vries (1979), voetballer
- Renze de Vries (1930), varkenshandelaar en sportbestuurder
- Rika de Vries (1974), paralympisch sportster
- Rinus de Vries (1918-2006), voetballer
- Rob de Vries (1918-1969), acteur
- Salomon de Vries jr. (1894-1974), onderwijzer, journalist, schrijver en hoorspelregisseur
- Simon de Vries (1870-1944), rabbijn en hebraïst
- Simon de Vries Czn (1869-1961), politicus (ARP)
- Sjoerd de Vries (1988), schaatser
- Stefan de Vries (1970), journalist en schrijver
- Sylvia de Vries, schaakster
- Theun de Vries (1907-2005), Fries schrijver
- Tjerk Hiddes de Vries (1622-1666), Fries admiraal en zeeheld
- Tromp de Vries (1917-2011), schoolmeester en geschiedschrijver Urk
- Vera de Vries (1943), schrijfster, prostituee en madam
- Wladimir de Vries (1917-2001), beeldhouwer
- Willem de Vries (1908), genealoog
- Willem de Vries (1942), voetballer
- Wyco de Vries (1968), waterpolospeler

## Andere landen
- Annette de Vries (1954), Surinaams schrijfster
- Casper de Vries (1964), Zuid-Afrikaans komiek en acteur
- Erwin de Vries (1929), Surinaams kunstenaar
- François De Vries (1913-1972), Belgisch voetballer
- Henry Lucien de Vries (1909-1987), Nederlands-Surinaams politicus en ondernemer (staat ook hierboven aangegeven)
- Mark de Vries (1975), Surinaams voetballer

## Gelijkend
De volgende Nederlandse personen:
- De Vries Robbé, Nederlandse familienaam

- Manfred Kets de Vries (1942), psychoanalyticus en econoom
- Piet Penning de Vries (1928-1995), jezuïet, spirituaal te Rolduc
- Hans Vredeman de Vries (1527-ca. 1607), architect en kunstenaar
- Gerard Wallis de Vries (1936-2018), politicus (VVD) en omroepvoorzitter (AVRO)
- Sanne Wallis de Vries (1971), cabaretière

De volgende Surinaamse personen:
- Laetitia Vriesde, (1964), atlete; een omkering van De Vries (plantage-eigenaar)
- Anton Vriesde, (1968), voetballer; idem